# История железнодорожного транспорта Турции

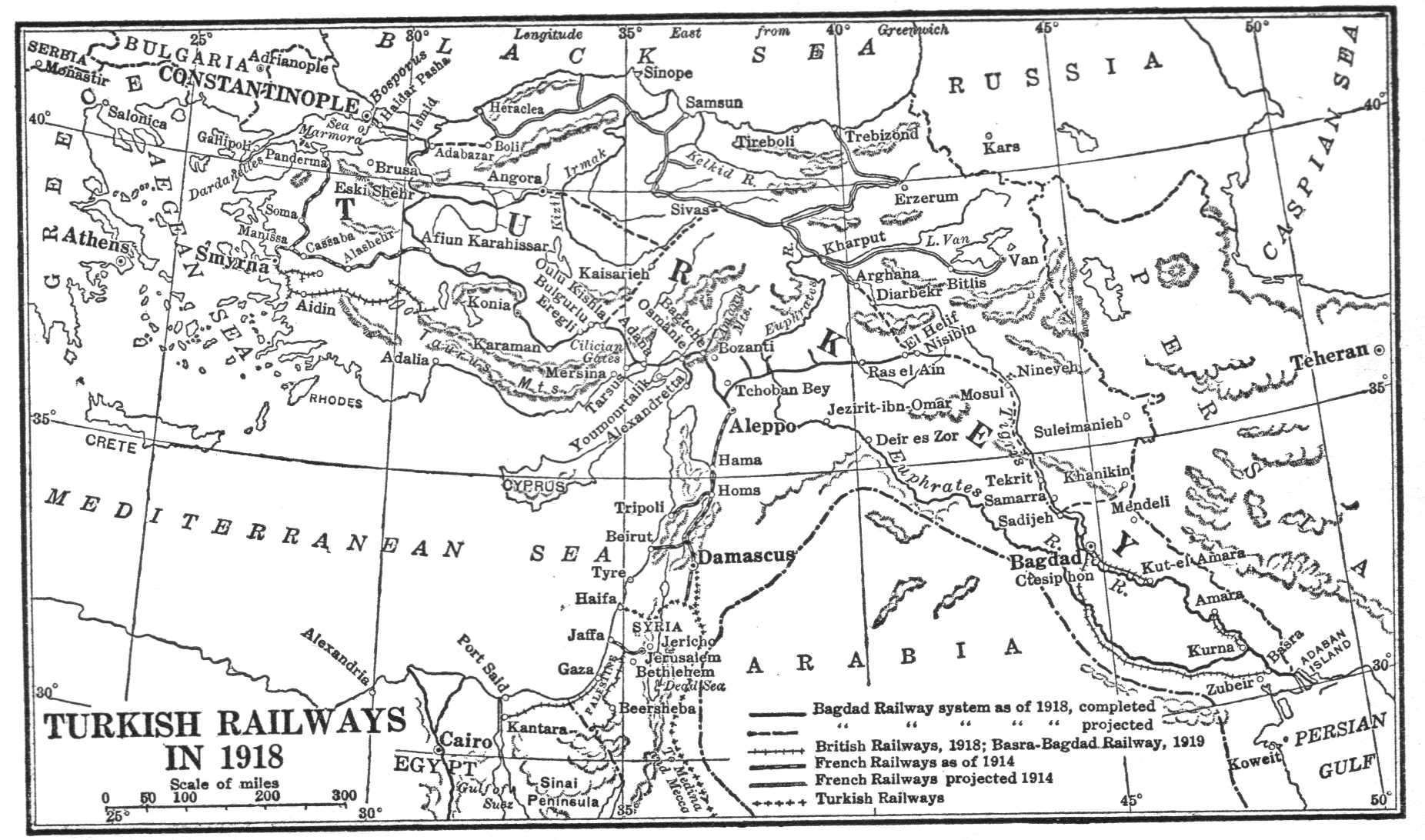
Схема дорог Турции на 1918 год

История железнодорожного транспорта Турции началась в 1856 году, когда была открыта первая железнодорожная линия в Османской империи, 130 км Измир — Айдын, которая была построена британской компанией.
Традиционно история дорог делится на три этапа: С 1856 по 1923, с 1923 по 1950 и третий с 1950 года. В течение первого периода шло строительство сети железных дорог и их эксплуатация иностранными концессиями. На втором этапе государство взяло в свои руки контроль над железными дорогами, строились новые железнодорожные линии. На третьем этапе государство утратило интерес к железнодорожному строительству и расширение сети дорог резко замедлилось.